# Antara Mali
Pour les articles homonymes, voir Mali (homonymie).
Antara Mali (née le 13 juillet 1979 à Bombay) est une actrice indienne de Bollywood. Elle est également depuis 2005, scénariste, réalisatrice et écrivain.

## Carrière
Avec un grand-père (Shantanu Mali) peintre, un père (Jagdish Mali) photographe et une mère actrice de théâtre, il n’est pas étonnant qu’Antara Mali s’oriente vers une carrière artistique. Elle choisit le cinéma.
Les débuts furent cependant difficiles. Elle commence dans un film à petit budget Dhondte Reh Jaaoge qui ne fut jamais porté à l’écran. Son deuxième film Dum Dum Diga Diga reste inachevé.
C’est Ram Gopal Varma qui fait enfin décoller sa carrière dans un petit rôle dans son film Mast. C’est le début d’une étroite collaboration entre l’actrice et le réalisateur, qui devient alors son mentor. Ram Gopal Varma la fait jouer dans nombre de ses films : Company, Road, Darma Mana Hai, Naach et surtout dans Main Madhuri Dixit Banna Chahti Hoon, son rôle le plus populaire, où elle incarne une jeune fille qui veut ressembler à son idole, la légendaire Madhuri Dixit.
Antara Mali aime jouer dans des rôles de personnages complexes et ambigus où elle excelle (Amitabh Bachchan la félicita personnellement pour son interprétation de Kanna dans Company). Elle cultive d’ailleurs cette ambiguïté sur elle puisqu’elle possède deux tatouages : un représentant le Aum et un autre représentant le démon.
Antara Mali s'oriente ensuite vers l’écriture et la réalisation. Côté réalisation, elle choisit de débuter par un film dont elle écrit le scénario où elle joue aussi le rôle principal. Il s ‘agit de Mr Y a Miss, l’histoire d’un homme qui, punit par les dieux pour son comportement irrespectueux envers les femmes, se retrouve subitement dans un corps de femme. L’idée plait à Ram Gopal Varma qui accepte de produire le film.
Forte de son expérience de scénariste, elle se lance ensuite dans l’écriture d’un roman Psychology Of The Haircut et travaille actuellement sur le script de son prochain film qui traitera du Jazz.

## Filmographie

### Actrice
- 1999 : Prema Katha de Ram Gopal Varma : Divya
- 1999 : Mast de Ram Gopal Varma : Nisha
- 2000 : Khiladi 420 de Neeraj Vora : Monica D’Souza
- 2002 : Company de Ram Gopal Varma : Kannu
- 2002 : Road de Rajat Mukherjee : Lakshmi
- 2003 : Darna Mana Hai de Prawal Raman : Anjali
- 2003 : Main Madhuri Dixit Banna Chahti Hoon de Chandan Arora : Chukti
- 2004 : Gayab de Prawal Raman : Mohini
- 2004 : Naach de Ram Gopal Varma : Reva
- 2006 : Mr Y a Miss de Antara Mali et Satchit Paranik : Sanjana

### Scénario
- 2006 : Mr Y a Miss

### Réalisation
- 2006 : Mr Y a Miss